# Thyridanthrax incanus
Thyridanthrax incanus är en tvåvingeart som först beskrevs av Johann Christoph Friedrich Klug 1832.  Thyridanthrax incanus ingår i släktet Thyridanthrax och familjen svävflugor. Inga underarter finns listade i Catalogue of Life.